# Jakut al-Mustasimi

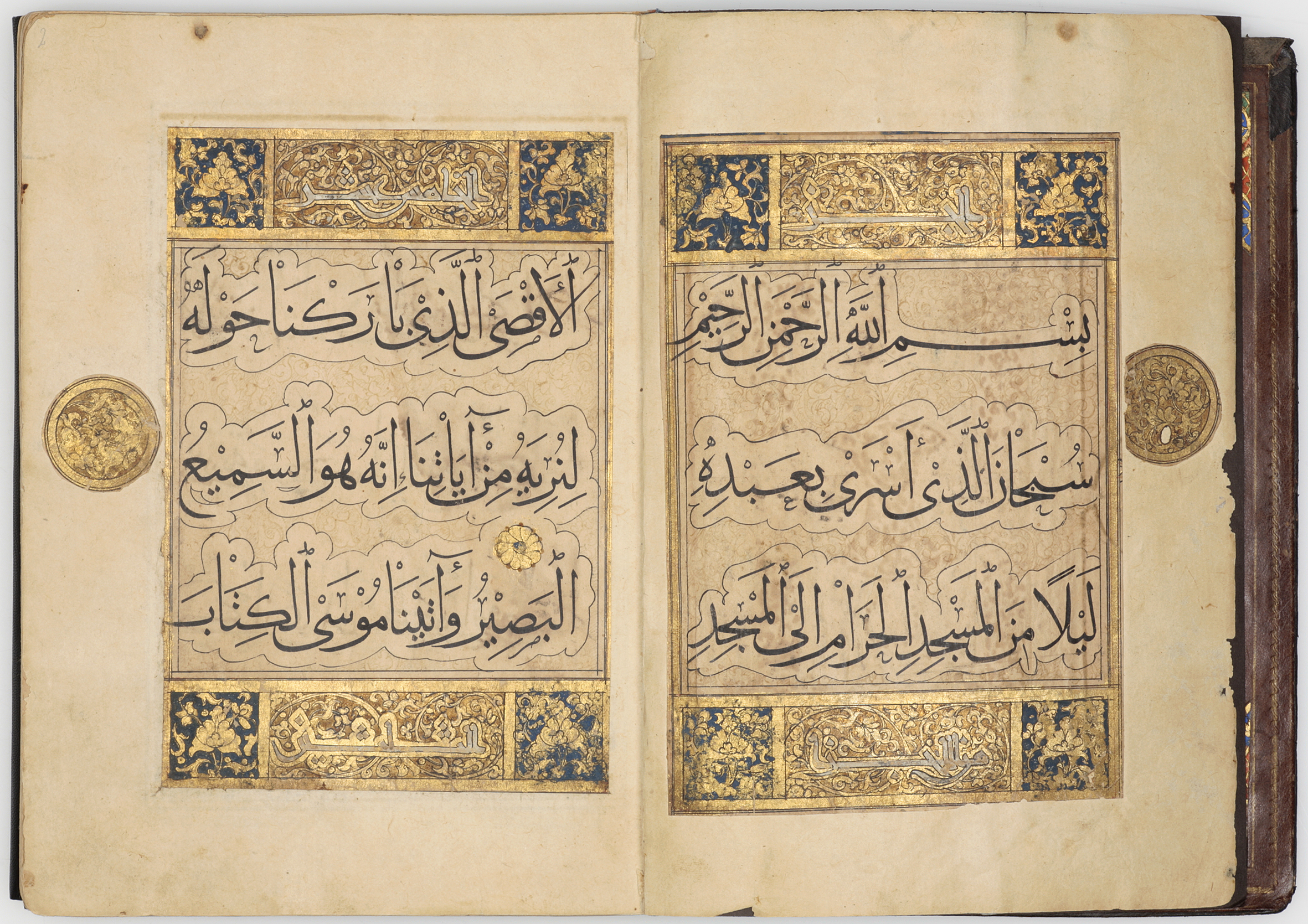
1. Dwie strony Koranu z 1282/1283. Główny tekst w piśmie muhakkak, tekst poboczny na górze i na dole w piśmie kufickim. Tusz, gwasz i złoto na papierze. The Nasser D. Khalili Collection of Islamic Art

Jakut al-Mustasimi (arab. ياقوت المستعصمي; pełne imię: Dżamal ad-Din Ibn Abdallah al-Mosuli Jakut al-Mustasimi; ur. ok. 1221 prawdopodobnie w Amasyi, zm. 1298 w Bagdadzie) – najsłynniejszy kaligraf świata arabskiego.
Chociaż Kadi Ahmed (zm. ok. 1606) twierdzi, iż pochodził z Abisynii, zgodnie z inną tradycją był Grekiem z Amasyi, późniejszego ważnego centrum kaligrafii. Był eunuchem i sekretarzem kancelarii ostatniego kalifa z dynastii Abbasydów, Al-Mustasima (1221–1258), który miał go wychować i wykształcić. To od niego wziął swój przydomek. Jego nauczycielem kaligrafii miał być perski mistrz Safi ad-Din Urmawi (zm. 1294). Po tym, gdy Mongołowie zdobyli Bagdad, Jakut pozostał w mieście i szybko zaczął robić karierę pod panowaniem nowej dynastii Ilchanidów. Pozostawał w przyjacielskich stosunkach z namiestnikiem Bagdadu, historykiem Ata Malekiem Dżowajnim i uczył kaligrafii jego synów oraz brata Szams ad-Dina, będącego szefem kancelarii (saheb diwan) ilchanidzkiego państwa. Poza tym pracował jako bibliotekarz w Madrasie al-Mustansirijja (dzis. część Uniwersytetu al-Mustansirijja), której dyrektorem był historyk Ibn al-Fuwati.
Wzorem dla Jakuta były dzieła wcześniejszego o dwa stulecia nadwornego kaligrafa Abbasydów, Ibn al-Bawwaba (zm. 1022). Zgodnie ze słynną anegdotą opanował jego styl w stopniu tak doskonałym, iż pewnego razu udało mu się zwieść samego kalifa i przekonać go, że sporządzona przez niego kaligrafia wyszła spod ręki jego wielkiego poprzednika. Jednak reputacja Jakuta ma swoje źródło nie w jego umiejętności naśladownictwa, ale kaligraficznych innowacjach. Miał doprowadzić do perfekcji proporcjonalny dukt (pismo) wypracowany przez Ibn Muklę, a udoskonalony przez Ibn al-Bawwaba, w którym wymiary liter wyznaczano za pomocą wielkości diakrytycznych kropek, koła i półkola kreślonych czubkiem trzcinowego pióra. Dzięki wprowadzonej przez niego metodzie przycinania szpica trzcinki na skos pismo stało się bardziej eleganckie i rytmiczne. W rezultacie pozostając wierny regułom proporcji wypracowanym przez Ibn Muklę, Jakut nadał nową, bardziej wyrafinowaną formę sześciu klasycznym duktom pisma (suls, naschi, muhakkak, rajhani, tauki, rika), która stała się kanoniczna. Uważano go za mistrza każdego z „sześciu piór”, jak odtąd je nazywano.
U podstaw mistrzostwa Jakuta leżała niezwykła pracowitość. Podobno kopiował dwa dżuzy Koranu na miesiąc i każdego dnia rozdawał siedemdziesiąt przykładów swojej kaligrafii. Opowiadano, że miał przetrwać oblężenie Bagdadu przez Mongołów siedząc na szczycie minaretu, z przyborami do pisania, a ponieważ nie miał przy sobie papieru, to pisał na lnianym ręczniku. Pozostawił po sobie ogromną spuściznę, napisaną w dwóch językach: arabskim i perskim. Dodatkowo jego późniejsza niezwykła sława sprawiła, że zaczęto mu przypisywać coraz więcej rękopisów, które były bardzo poszukiwane przez kolekcjonerów. W rezultacie identyfikacja jego autentycznych dzieł jest bardzo trudna, także dlatego, że nikt nie przeprowadził analizy porównawczej wszystkich przypisywanych mu manuskryptów.
Za najprawdopodobniej autentyczny uznaje się m.in. Koran datowany na rok 1282/1283, którego część (dżuz) druga i dwunasta znajdują się w Bibliotece Pałacu Topkapı (EH227 i EH226), ósma w Chester Beatty Library (ms. 1452), a piętnasta w The Nasser D. Khalili Collection of Islamic Art (zobacz ilustracja nr 1); Koran datowany na rok 1289, Biblioteka Narodowa Francji (ms. arab. 6716) (ilustracja nr 2); Koran datowany na rok 1294, Biblioteka Pałacu Topkapi (EH74) i Astan-e Ghods (Fadaili, s. 202). Jeśli chodzi o literaturę niekoraniczną, to Jakut miał przepisać dywany kilku arabskich poetów, spośród których znane są kopie dywanów poetów epoki dżahilijji, Al-Musakkiba al-Abdiego i Al-Hadiry (ilustracja nr 4), oraz dywan Abu Mihdżana as-Sakafiego i wybór wierszy Al-Mutanabbiego.
Ograniczona liczba dzieł, które jesteśmy w stanie w uzasadniony sposób mu przypisać, ujawnia elegancką, czystą kursywę, za którą był tak ceniony. Chociaż zazwyczaj raczej niewielkich rozmiarów, typowe folio zawiera szesnaście linii delikatnego pisma naschi i wydaje się dość przestrzenne (zobacz ilustracja nr 2). Jakut potrafił także np. podkreślić delikatność pisma rajhani, i tak dobrze widoczną w jego subtelnym ujęciu, zestawiając je z większymi duktami, takimi jak suls (zobacz ilustracja nr 3).
Jakut zyskał miano „sułtana”, „gwiazdy przewodniej” i „kibli” kaligrafów. Zgodnie z tradycją miał sześciu słynnych uczniów, od których wywodziła się większość późniejszych irańskich i osmańskich kaligrafów, jednak ich imiona różnią się zależnie od źródła. Trzech najsłynniejszych to Ahmad as-Suhrawardi, Pir Jahja Sufi i Sejjed Hajdar. Wiele z jego rękopisów zostało odnowionych przez Osmanów i Safawidów i dodano im wspaniałą iluminację bądź włączono w kaligraficzne albumy.

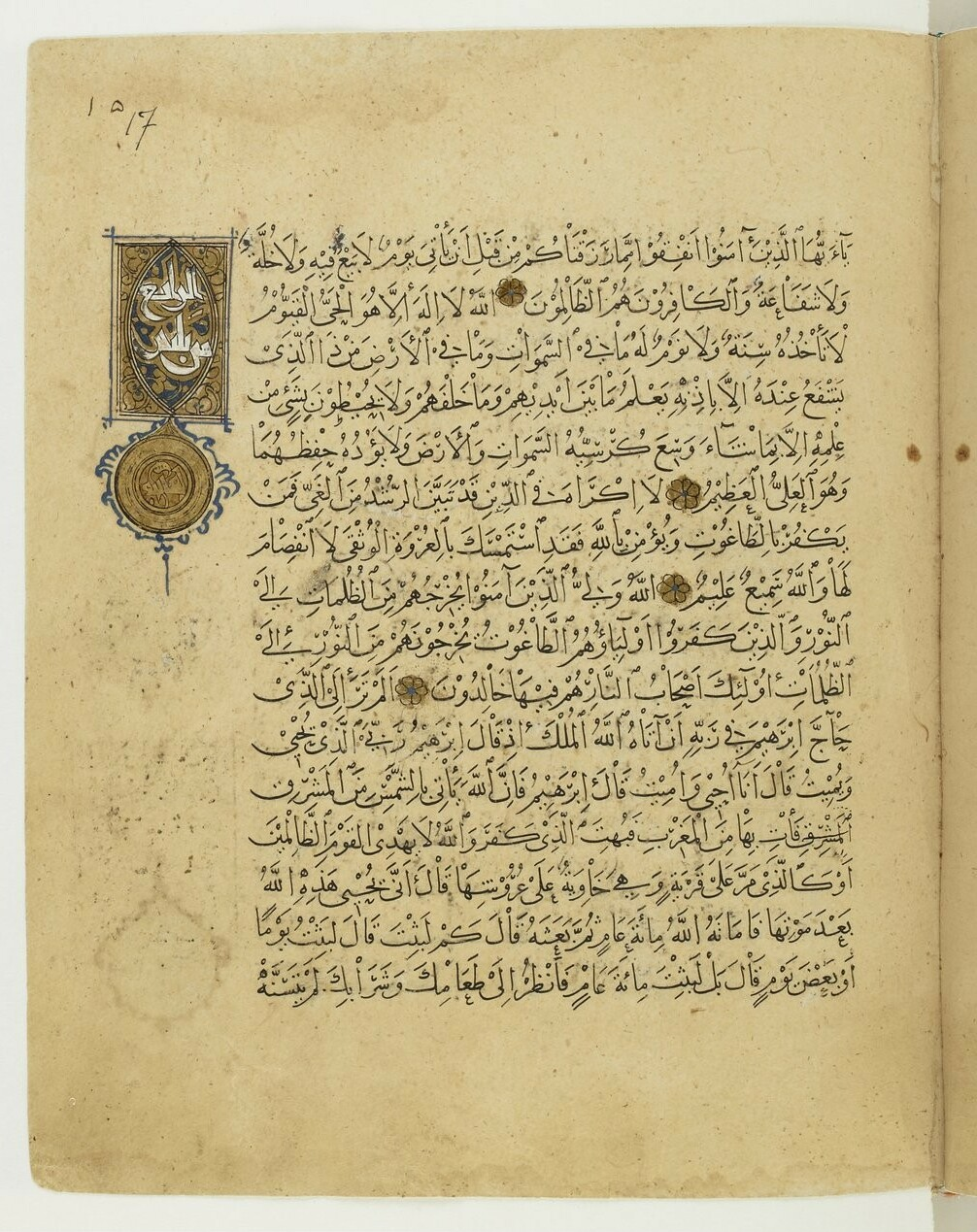
2. Strona z Koranu z 1289. Tytuł Sury w piśmie suls, tekst główny w piśmie naschi. Biblioteka Narodowa Francji
3. Dwie strony Koranu z 1286/1287 w piśmie rajhani. Muzeum Sztuki Tureckiej i Islamskiej w Stambule
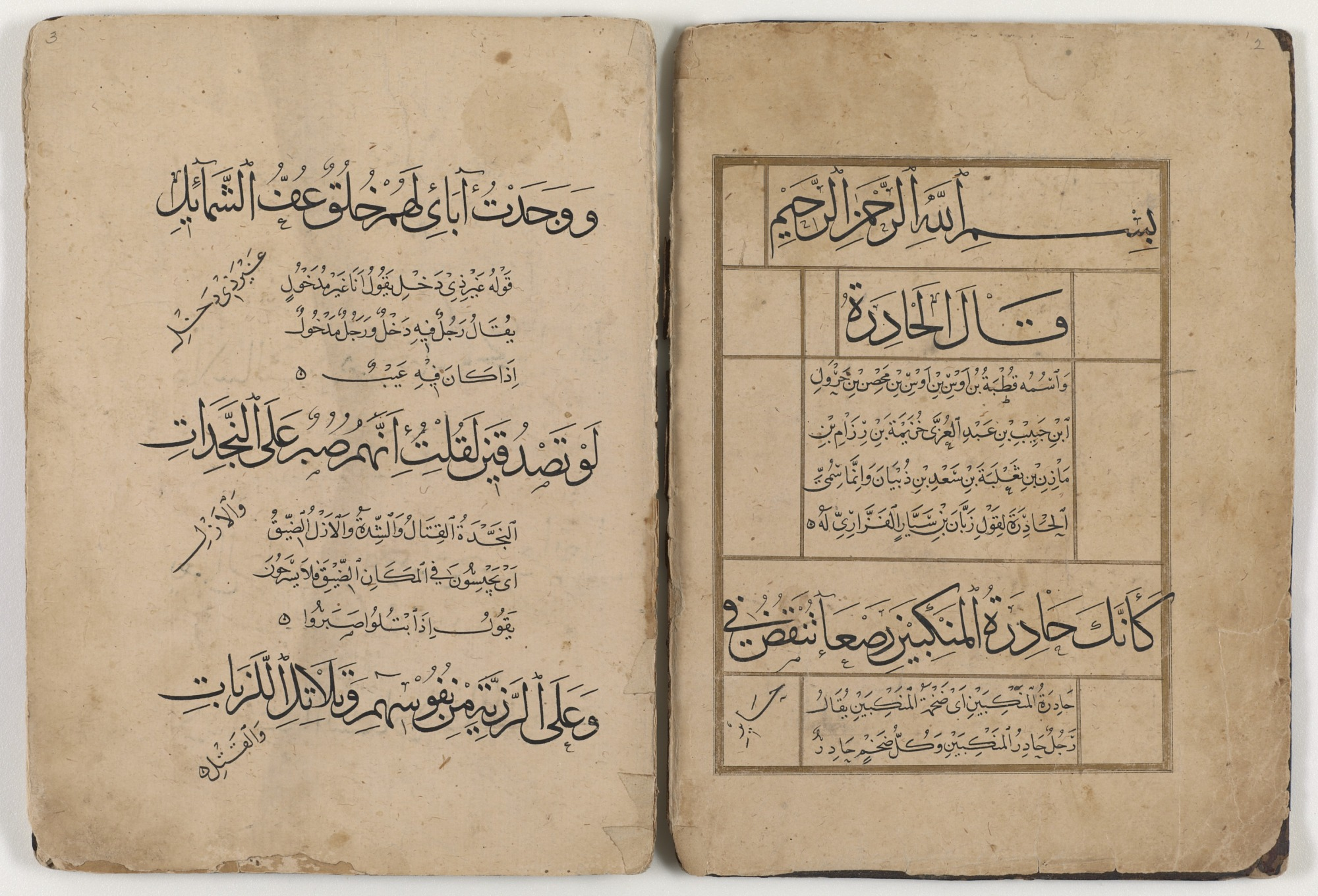
4. Dwie strony z rękopisu dywanu Al-Hadiry datowanego na luty 1283. Pismo naschi i suls. Narodowe Muzeum Sztuki Azjatyckiej Smithsonian
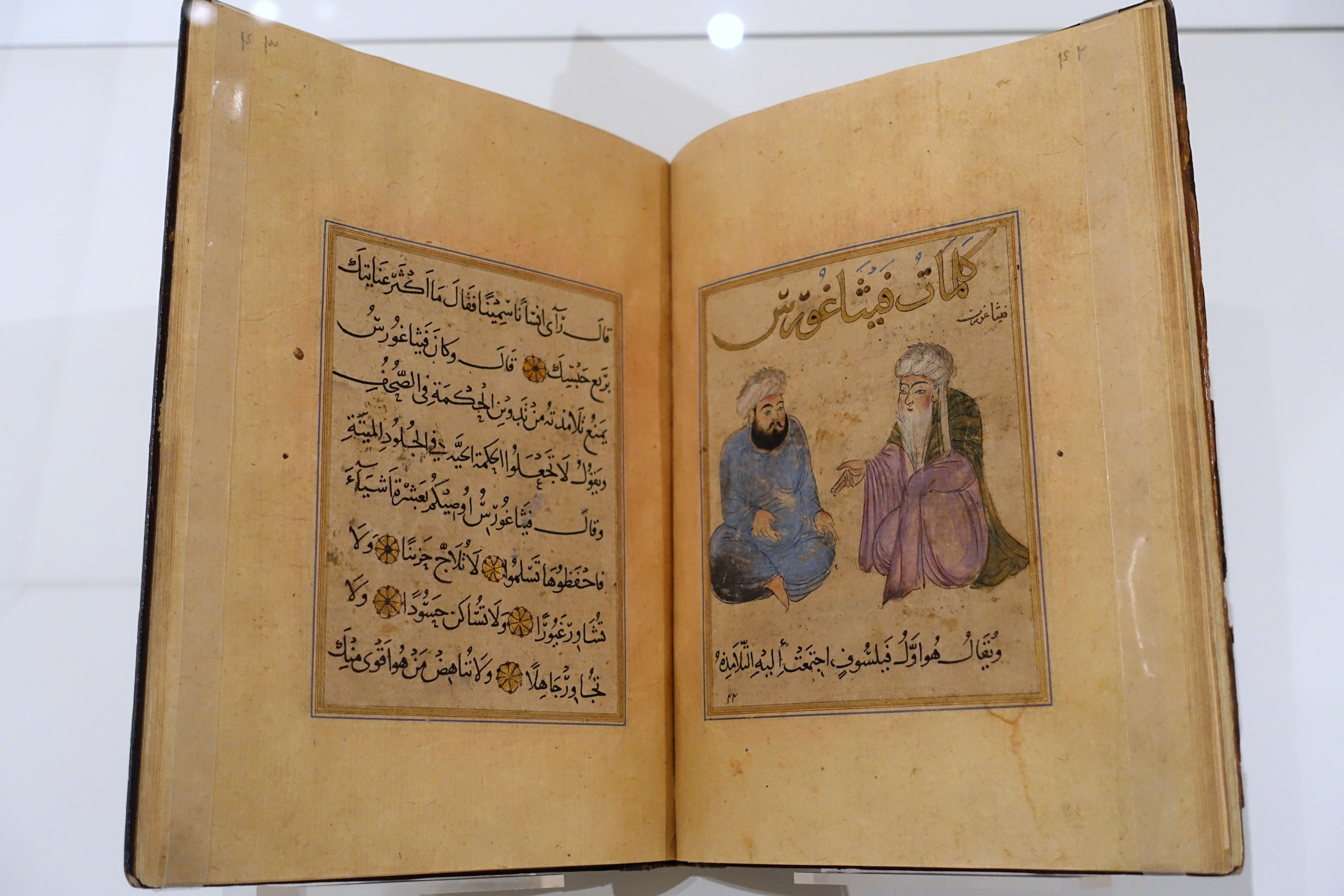
5. Dwie strony z rękopisu „Al-Kalimat ar-Ruhanijja min al-Hikam al-Junanijja fi kalimat al-Hukama wa aszkalihim” („Duchowych słów greckiej filozofii z powiedzeniami filozofów z towarzyszącymi portretami”) z ilustracją malarza Mahmuda Ibn Abi al-Mahasina al-Kasziego przedstawiającą Pitagorasa i jego ucznia. Pismo naschi. Gwasz, tusz i złoto na papierze. Muzeum Agi Chana w Toronto
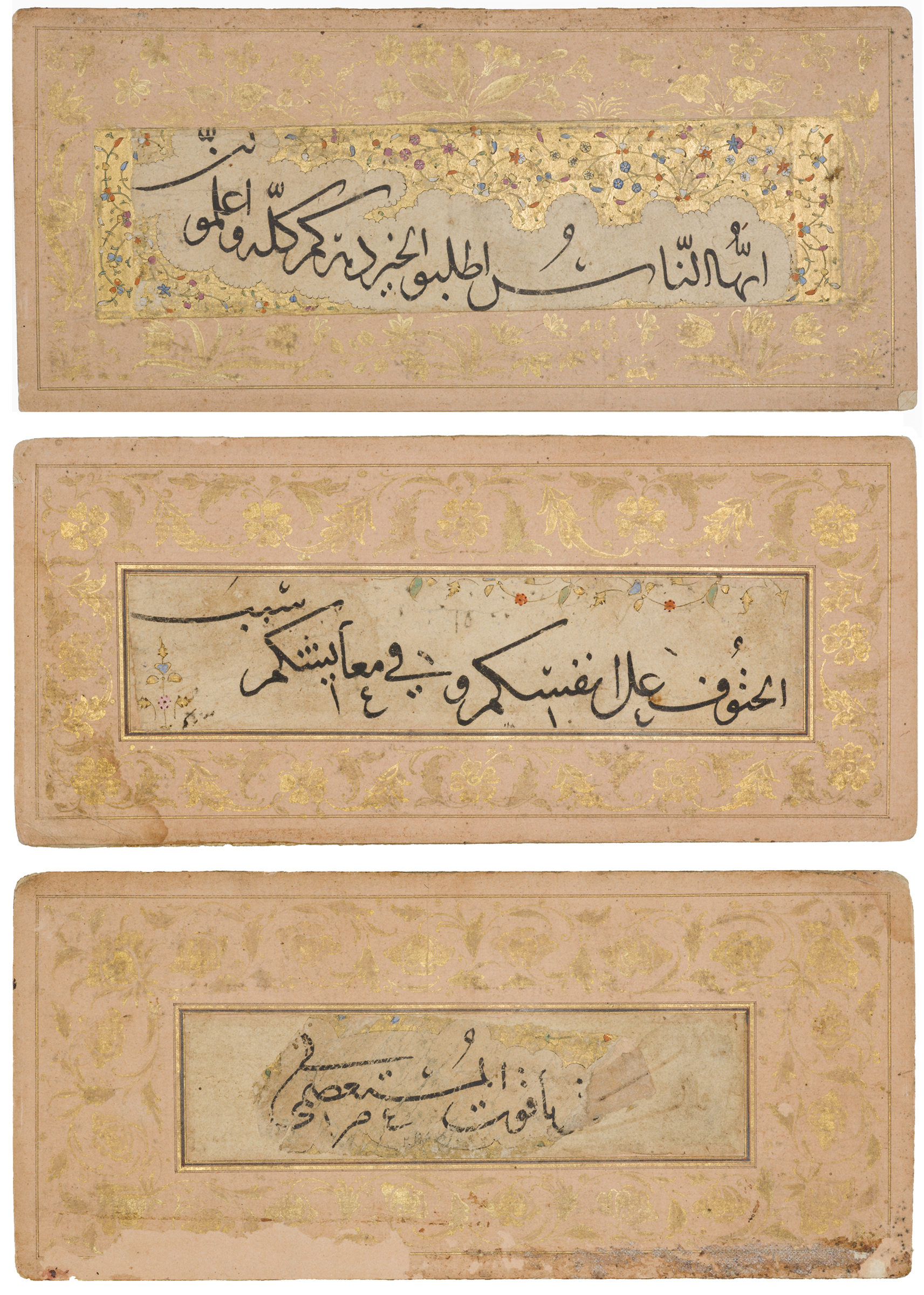
6. Kaligraficzny album (murakka’at) z arabskimi aforyzmami w piśmie tauki. Prawdopodobnie pierwotnie stanowiły część rękopisu, który został pocięty i przybrał obecną formę w Iranie gdzieś w XVII wieku, kiedy dodano iluminację. The Nasser D. Khalili Collection of Islamic Art